# Wim van de Grind
Prof. dr. ir. Wim van de Grind (Rotterdam, 23 april 1936 – Utrecht, 14 juli 2024) was een invloedrijke Nederlandse neurowetenschapper die onderzoek deed naar de visuele waarneming, ruimtelijk gedrag en de werking van het zenuwstelsel bij mens en dier, door het modelleren van zenuwprocessen en het toepassen van psychofysiologische en neurofysiologische methoden.
Levensmotto
"Kennis en vaardigheden zijn een toegangspoort tot wijsheid en een bron van vreugde.”
Wim van de Grind werkte onder andere aan de universiteiten van Amsterdam, Utrecht en Berlijn en heeft bijgedragen aan ca. 150 wetenschappelijke publicaties over het zien van mens en dier, over hypothetische diertjes, bewustzijn, neuronale codes en modellen van visuomotor gedrag. Wim heeft twee boeken gepubliceerd waarin hij zijn inzichten over filosofie, psychologie, fysica en biologie bij elkaar heeft gebracht: "Natuurlijke intelligentie" en "Intelligentie in een notendop".
Onder zijn hoede behaalden ruim twintig promovendi hun doctorstitel, in een groot aantal verschillende gebieden variërend van technische wetenschappen tot biologische en sociale wetenschappen, hetgeen typerend is voor zijn brede kennis en interesse.
De veelzijdigheid van Wim van de Grind blijkt uit de volgende omschrijving: hij was een ingenieur welke als hoogleraar in de biologie een boek schreef over filosofie en psychologie.

## Wetenschappelijke carrière
Wim van de Grind studeerde schakeltechniek aan de TU Delft. Hij promoveerde cum laude in Utrecht bij de afdeling Fysica op de werking van het netvlies. Daarna werkte hij als hoofdmedeweker bij de Medische & Fysiologische Fysica en later bij de interfaculteit Psychofysiologie in Amsterdam. In de jaren 1976 - 1982 was hij ook hoogleraar neurofysiologie en zintuigfysiologie aan de Freie Universität in West-Berlijn; in deze periode deed hij afwisselend in Nederland en in Berlijn  electrofysiologisch onderzoek aan enkele cellen van het oog en de visuele cortex bij de kat. Dit onderzoek vereiste verschillende technische uitvindingen, zoals een door Wim ontworpen spiegelsysteem welke op een scherm visuele stimuli kon projecteren met een sterke Xenon lichtbron (mechanische oscilloscoop). Toen door de bezuinigingen van Wim Deetman in de jaren '80 de interfaculteit Psychofysiologie werd opgeheven, werd hij na een overgangsperiode, met medeneming van het onderzoeksinstrumentarium dat hij bij Psychofysiologie had ontwikkeld, hoogleraar bij de faculteit Biologie van de Universiteit van Utrecht.

## Na emeritaat
Na zijn emeritaat bleef hij actief als gastonderzoeker en gasthoogleraar in Freiburg en bleef hij bij de afdeling Neuro-etiologie van de faculteit Biologie actief met het maken van computermodellen. Met dit laatste was voor hem de cirkel rond: “Tijdens mijn laatste jaar in Delft bladerde ik door een medisch tijdschrift in de bibliotheek. Daar las ik over een Amerikaan die een elektrische zenuwcel had gemaakt, waar mensen in de toekomst van zouden kunnen profiteren, bijvoorbeeld doordat hij daarmee kunstmatige stembanden kon maken. Dat vond ik geweldig. Ik wilde ook techniek en medische toepassingen combineren. Het sprak me vooral aan om met complexe machines mensen te helpen. Ik ben direct naar mijn hoogleraar gegaan. Niemand had zoiets ooit gedaan bij schakeltechniek, maar hij vond het een geweldig idee. Nu ben ik aan het einde van mijn carrière maak ik modellen van het laatste stukje van de visuele informatieverwerking."
In 2010 kreeg Wim van de Grind een herseninfarct en leed aan afasie, maar bleef intellectueel actief en las veel.

## Management
Wim van de Grind  heeft in belangrijke mate zijn onderzoek zelf weten te financieren uit externe bronnen. Hij was een kei in het formuleren van samenwerkings- en onderzoeksvoorstellen die stelselmatig werden gehonoreerd door gerenommeerde, subsidie verlenende organisaties zoals de NWO. Daarnaast wist hij geld te verwerven via de oprichting van het Utrechtse Biofysica Instituut. Samen met Jan Koenderink en Stan Gielen uit Nijmegen stond hij aan de basis van de Stichting Neurale netwerken, waarvoor hij ook subsidie kreeg en die later is opgegaan in het Helmholtz instituut. Bij de landelijke beoordeling van het biologieonderzoek door de VSNU in 1999 kreeg Wim van de Grind met zijn groep een 'goed' voor kwaliteit en een 'excellent' voor productiviteit.

## Maatschappelijke betrokkenheid
Het onderzoek bij de kat was niet onomstreden bij proefdieractivisten. Van de Grind bekritiseert activisten die dierproeven afwijzen op basis van een romantisch idee van de natuur: zij hebben onvoldoende kennis van hoe dieren werkelijk leven — inclusief het feit dat lijden en strijd onderdeel zijn van natuurlijke processen. Hij gaat er van uit dat om de werking van hersenen en gedrag te begrijpen proefdieronderzoek noodzakelijk is en noodzakelijker dan bijvoorbeeld voor het maken van nieuwe geneesmiddelen.
Wim van de Grind was niet alleen uitgesproken in zijn wetenschappelijke denken, maar ook in zijn maatschappelijke handelen.  Sinds 1968 was hij lid van de Club van Rome die zich zorgen maakte over het opraken van de grondstoffen. Hij sprak zich daar niet alleen over uit maar had om deze reden 25 jaar lang geen auto. Toen dit door het wegvallen van o.a. goede internationale treinverbindingen teveel een belemmering werd, "Zonder auto raak je tegenwoordig aan de bodem van de samenleving." heeft hij opnieuw zijn rijbewijs gehaald en weer een auto genomen. Wim was principieel maar ook praktisch.

## Top-tien geciteerde publicaties
Meest-geciteerde publicaties volgens  Google Scholar citatie index:
1. Van de Grind, W. (2002). Physical, neural, and mental timing. Consciousness and Cognition, 11(2), 241–265.
2. Bretschneider, F., & Van de Grind, W.A. (1998). Prey detection in trawling insectivorous bats: duckweed affects hunting behaviour in Daubenton's bat (Myotis daubentonii). Behavioral Ecology and Sociobiology, 44(1), 31–36.
3. Krol, J.D., & Van de Grind, W.A. (1980). The double-nail illusion: Experiments on binocular vision with nails, needles, and pins. Perception, 9(1), 35–48.
4. Verstraten, F.A.J., Fredericksen, R.E., & Van de Grind, W.A. (1994). Movement aftereffect of bi-vectorial transparent motion. Vision Research, 34(3), 349–356.
5. Van Doorn, A.J., & Van de Grind, W.A. (1985). Spatial and temporal parameters of motion detection in the peripheral visual field. Journal of the Optical Society of America A, 2(9), 1425–1433.
6. Van der Smagt, M.J., & Van de Grind, W.A. (1998). Aftereffect of high-speed motion. Perception, 27(5), 577–586.
7. Verstraten, F.A.J., & Van de Grind, W.A. (1999). A new transparent motion aftereffect. Nature Neuroscience, 2(6), 595–596.
8. Van de Grind, W.A., Van der Smagt, M.J., & Verstraten, F.A.J. (2004). Storage for free: A surprising property of a simple gain-control model of motion aftereffects. Vision Research, 44(19), 2269–2279.
9. Van de Grind, W.A., Erkelens, C.J., & Laan, A.C. (1995). Binocular correspondence and visual direction. Perception, 24(5), 591–602.
10. Tadin, D., Lankheet, M.J.M., Lappin, J.S., & Van de Grind, W.A. (2019). Temporal limits of visual motion processing: psychophysics and neurophysiology. Vision, 3(3), 41.